# Trachurus murphyi
Trachurus murphyi är en fiskart som beskrevs av John Treadwell Nichols 1920. Trachurus murphyi ingår i släktet Trachurus och familjen taggmakrillfiskar. IUCN kategoriserar arten globalt som otillräckligt studerad. Inga underarter finns listade i Catalogue of Life.